# Pavel Josep Safarik
Pavel Josep Safarik (Kobeliarovo, Regne d'Hongria (actualment, a Eslovàquia), 13 de maig de 1795 - Praga, Bohèmia, Imperi Austríac (actualment, a la República Txeca), 26 de juny de 1861) fou un filòleg, poeta, historiador, etnògraf, professor i bibliotecari d'ètnia eslovaca del Regne d'Hongria. Va ser un dels primers eslavistes científics.
Figura principal del renaixement nacional txec i pioner de la filologia i arqueologia eslava, després d'estudiar a Kežmark i Jenafou, fou director i professor del Gymnasium de Novi Sad, l'escola de gramàtica ortodoxa sèrbia a Novi Sad, abans d'establir-se a Praga el 1833, on va passar la resta de la seva vida. Va treballar inicialment a les oficines editorials de la revista del Museu Txec i de la revista Světozor, fins que el 1841 es va incorporar com a bibliotecari de la Universitat de Praga. Des del 1848 va passar a dirigir la biblioteca fins a l'octubre de 1860, quan va renunciar al càrrec de director a causa del deteriorament de la seva salut. El mateix any 1848, es va convertir durant un temps en professor del recentment establert departament de filologia eslava. Šafařík considerava la biblioteca no només com una col·lecció de llibres, sinó directament com una institució educativa. Se suposava que els bibliotecaris eren persones qualificades científicament amb formació professional, no només manipuladors i copistes. Ha estat considerat un dels pares de l'eslavística. Entre els anys 1834 i 1935 va dirigir com a redactor la revista Světozor. El 1855, Šafařík va comprar per a la institució la biblioteca de l'important escriptor eslovac, eslavòleg i etnògraf Jiří Ribay, entre els quals hi havia diversos bohemis valuosos. Durant el mandat de Šafařík, es van iniciar estudis moderns de gravats originals a la biblioteca.

## Publicacions[1][2]
- Slovanské starotžitnosti (‘L'antiguitat eslava’), estudi sobre els orígens de la cultura eslava, que esdevení la seva obra principal (1836-37)
- Geschichte der slavischen Sprache und Literatur nach allen Mundarten (‘Història de la literatura i la llengua eslaves segons tots els dialectes’) (1826)
- Über den Ursprung und die Heimat des Glagolitismus (“Sobre els orígens i la procedència de l'alfabet glagolític”) (1858)
- Geschichte der südslawischen Literatur (‘Història de la literatura sud-eslava’) (1864)
- Tatranská muza (‘La musa dels Tatra), un dels seus reculls de poemes (1814)